# The Hand That Feeds
«The Hand That Feeds» (с англ. — «Рука кормящая») — песня американской индастриал-рок-группы Nine Inch Nails, первый сингл с их четвёртого студийного альбома With Teeth. Релиз сингла состоялся 28 марта 2005. «The Hand That Feeds» имеет номер Halo 18 и является восемнадцатым официальным релизом группы.
Песня «The Hand That Feeds» заняла высокие места в чартах, в частности в Modern Rock Tracks композиция достигла первой строчки, где и оставалась в течение пяти недель. «The Hand That Feeds» также заняла второе место в чарте Mainstream Rock Tracks. 8 февраля 2006 года песня была номинирована на премию «Грэмми» в категории «Лучшее хард-рок исполнение».

## О сингле

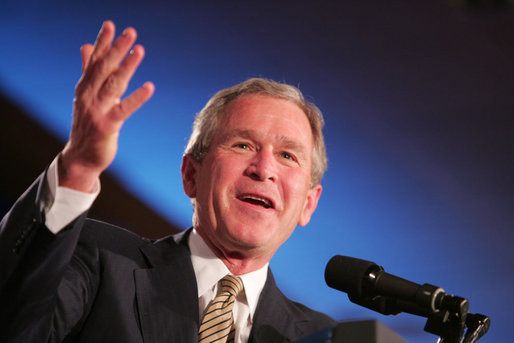
У Трента Резнора возникли разногласия с MTV, по поводу использования изображения президента Джорджа Буша — младшего во время исполнения «The Hand That Feeds». Позже Резнор сказал, что «видимо изображение нашего президента столь же оскорбительно для MTV, как и для меня».

Радио-ротация песни «The Hand That Feeds» началась в марте 2005 года. 15 апреля на официальном веб-сайте группы появилась ссылка на фрагменты «The Hand That Feeds». Программа GarageBand для Mac OS позволяла создать ремикс на композицию с помощью этих фрагментов.
Nine Inch Nails должны были сыграть «The Hand That Feeds» на церемонии вручения премии «MTV Movie Awards», но из-за конфликта Трента Резнора и MTV, относительно планов группы сопровождать исполнение песни изображением Джорджа Буша, выступление было отменено. 26 мая 2005 года на сайте NIN Трент Резнор оставил следующее сообщение:

Nine Inch Nails не будет выступать на церемонии вручения премии «MTV Movie Awards», как было объявлено ранее. Мы собирались исполнять «The Hand that Feeds» с изображением Джорджа Буша в качестве фона. Видимо изображение нашего президента столь же оскорбительно для MTV, как и для меня.Оригинальный текст (англ.)«Nine Inch Nails will not be performing at the MTV Movie Awards as previously announced. We were set to perform „The Hand That Feeds“ with an unmolested, straightforward image of George W. Bush as the backdrop. Apparently, the image of our president is as offensive to MTV as it is to me».

В конечном итоге на церемонии «MTV Movie Awards» Nine Inch Nails были заменены группой Foo Fighters.

## Музыкальное видео

Кадр из клипа «The Hand That Feeds»

Видеоклип был снят Робом Шериданом. В клипе показана группа Nine Inch Nails, исполняющая песню «The Hand That Feeds». При создании видео Роб Шеридан использовал панорамную съёмку, в результате чего во время просмотра клипа можно увидеть искажение видеосигнала, например пикселизацию и чересстрочную развёртку. Режиссёром Иеном Инаба на песню снимался альтернативный клип, но он так и не был завершён, так как группа посчитала его сюжет слишком спорным.
С 17 мая 2005 года музыкальное видео было доступно на официальном веб-сайте Nine Inch Nails. Позже клип начал транслироваться на различных музыкальных каналах.

## Релизы
- Island Records CID888 — CD
- Island Records CIDV888 — DVD
- Island Records 9IS888 — 9" винил
- Interscope Records HALO_18 V2 — 10" винил (ограниченное издание)
- Interscope Records INTR-11401-7 — 7" винил (промо)
- Interscope Records B0005127-11 — 12" винил, Photek remixes
- Interscope Records B0005129-11 — 12" винил, DFA remixes

## Список композиций

### CD
1. «The Hand That Feeds» (3:38)
2. «The Hand That Feeds» [Straight mix] (7:46)
3. «The Hand That Feeds» [Dub mix] (7:52) (только в ограниченном издании)

### DVD
1. «The Hand That Feeds» [видео]
2. «The Hand That Feeds»
3. «The Hand That Feeds» [Straight mix]

### 9" винил
1. «The Hand That Feeds»
2. «The Hand That Feeds» [Dub Mix]

### 7" и 10" (промоиздание)
1. «The Hand That Feeds»
2. «Home» (3:12)

### 12" Photek remixes
1. «The Hand That Feeds» [Straight Mix]
2. «The Hand That Feeds» [Ruff Mix] (3:58)
3. «The Hand That Feeds» [Dub Instrumental] (7:51)
4. «The Hand That Feeds»

### 12" DFA remixes
1. «The Hand That Feeds» [DFA Remix] (9:02)
2. «The Hand That Feeds» [DFA Remix Instrumental] (9:01)
3. «The Hand That Feeds» [DFA Version I] (14:12)

## Позиции в чартах
| Чарт                                 | Высшая позиция |
| ------------------------------------ | -------------- |
| Австрия                              | 41             |
| Канада                               | 2              |
| Великобритания                       | 7              |
| Италия                               | 15             |
| Дания                                | 15             |
| Финляндия                            | 15             |
| Норвегия                             | 17             |
| Швеция                               | 36             |
| Швейцария                            | 67             |
| США Billboard Hot Dance Club Play    | 30             |
| США Billboard Hot Digital Songs      | 10             |
| США Billboard Hot Digital Tracks     | 8              |
| США Billboard Modern Rock Tracks     | 1              |
| США Billboard Mainstream Rock Tracks | 2              |
| США Billboard Hot 100                | 31             |
| США Billboard Pop 100                | 31             |

## Дополнительные факты
- Песня «The Hand That Feeds» вошла в саундтрек к компьютерным играм Rock Band, Midnight Club 3: DUB Edition и Guitar Hero: Warriors of Rock и прозвучала в первом трейлере Call of Duty: Black Ops 7. Композиция также прозвучала в трейлере фильма Красная Шапочка.
- Трент Резнор является фанатом рок-группы The Kinks. В «The Hand That Feeds» можно услышать изменённый гитарный риф композиции The Kinks «You Really Got Me».